# Deportatio in insulam
La deportatio in insulam ('exili en illa' en llatí) era una de les penes previstes en el dret penal romà que consistia en l'estada forçada de forma temporal o perpètua en una contrada aïllada i implicava, junt amb la pèrdua de la ciutadania romana (status civitatis), la confiscació total o parcial dels béns, significant, de facto, una mort civil. De fet, això darrer diferenciava la deportatio in insulam de la relegatio in insulam, que fou aplicada especialment contra les dones (i els seus amants) acusades d'adulteri.